# Biak-stad
Biak-stad (Kota Biak) is de hoofdstad van het eiland Biak, een eiland van Indonesië. Meer dan de helft van de bevolking van het eiland woont hier. De stad telt ruim 60.000 inwoners. Het eiland ligt ten noorden van de provincie Papoea en ten noorden van het eiland Japen. 
De stad heeft een grote rol gespeeld in de geschiedenis, ten tijde van de Nederlandse bezetting. De huidige toestand van de stad is geheel anders dan in die tijd. Het is nu een grote stad met druk verkeer, waar mede onder invloed van het transmigratiebeleid van president Soeharto in de periode tussen 1980 en 2000 de bevolking sterk veranderd is. Naast de Biakkers hebben zich talloze nieuwe bewoners gevestigd, afkomstig van andere Indonesische eilanden. Het gaat daarbij onder andere om transmigranten uit de Molukken en uit Manado op Noord-Sulawesi, maar ook om Javanen. Als gevolg van de toevloed van bewoners van buiten Nieuw-Guinea is het Aziatische aspect van de stad verder uitgebouwd. 
Biak-stad heeft een internationaal vliegveld, de luchthaven Frans Kaisiepo. Frans Kaisiepo was de eerste gouverneur van Irian Jaya na de overdracht van het bestuur aan Indonesië in 1963. Het vliegveld is vóór de Tweede Wereldoorlog door de Nederlanders aangelegd, en heette voor 1963 Mokmer. Ook heeft Biak een natuurlijke haven. In de stad rijden veel taxi's, brommers en er zijn veel toko's. Ook beschikt de stad over haar eigen olie, maar door de met de hoge bevolkingsdichtheid toegenomen consumptie heerst er tegenwoordig schaarste. Biak-stad is net als het hele eiland begroeid met struikgewas en lage bomen. Dit wordt veroorzaakt door de geologie; het eiland bestaat voor het grootste gedeelte uit kalksteen. Regen zakt daar ver in weg en neemt grondstoffen voor planten en bomen mee buiten het bereik van de wortels. Biak is dan ook niet zo'n vruchtbaar eiland. Er groeit ook weinig fruit en voor fruit zijn de bewoners van Biak aangewezen op wat er van het eiland Japen wordt meegebracht.
Op en rond Biak is in de Tweede Wereldoorlog zwaar gevochten. Er liggen ook nog steeds achtergelaten landingsvaartuigen op het strand. Een van de toeristische trekpleisters is een grot met een nogal lugubere geschiedenis, even buiten de stad. Dit is de zogenaamde Japanse grot en het verhaal gaat dat daarin een grote hoeveelheid Japanse militairen opgesloten zat die belegerd werden door geallieerde troepen. Omdat de geallieerden de grot met geen mogelijkheid konden innemen dumpten ze alles wat brandbaar was in zee en wachtten ze totdat de zee dat brandbare materiaal de grot in voerde, waarop ze het in brand staken. De lokale bewoners beweren dat 't spookt in de grot.